# Alire
Alire est une maison d'édition québécoise fondée par Jean Pettigrew, Louise Alain et Lorraine Bourassa en 1996.
Sa ligne éditoriale se concentre principalement sur le polar, la science-fiction, le fantastique, les romans d'espionnage et de guerre, l'horreur et la fantasy. La direction collabore également avec les trimestriels de littérature Solaris et Alibis.
Les éditions Alire promeuvent en priorité les genres littéraires écrits par les auteurs francophones du Québec et du Canada, comme Jean-Jacques Pelletier, Patrick Senécal, Jacques Côté, Joël Champetier, Lionel Noël et Élisabeth Vonarburg.

## Historique
Les éditions Alire voient officiellement le jour le 17 mai 1996. Pendant ses débuts, la maison souffre de la concurrence avec les publications anglo-saxonnes, avant de publier des succès[réf. nécessaire] tels que Blunt - Les Treize Derniers Jours, de Jean-Jacques Pelletier, la série du Cycle de Tyranaël d'Élisabeth Vonarburg ou encore les œuvres horrifiques de Patrick Senécal.
En 2003, Sur le seuil de Patrick Senécal est adapté en film par le réalisateur Éric Tessier, et prend la première place du box-office québécois des films du genre. En l'espace d'une vingtaine d'années, se sont plus de 160 livres au format poche qui ont été publiés et près de cinquante en grand format.

## Spécialités
- Fantastique, Horreur, Noir : C'est Joël Champetier qui initie le genre au sein de la maison d'édition en 1997 avec son roman La Peau blanche. Le genre du fantastique, de l'horreur et du noir sont aussi l'affaire de plusieurs auteurs publiés chez Alire. Patrick Senécal (Sur le seuil, 1998), ou encore Natasha Beaulieu (Les Cités intérieures, 2000) comptent parmi les écrivains de la maison d'édition ayant publié le plus de romans dans cette catégorie. En 2009, le journaliste du Devoir, François Lévesque vient compléter ce trio de style avec Un automne écarlate.
- Fantasy, Fantasy Urbaine, Réalisme magique
- Polar: Jacques Côté. Richard Ste-Marie
- Thriller, Espionnage : Jean-Jacques Pelletier, Michel Jobin, Lionel Noël et Pauline Vincent représentent ce genre peu exploité au Québec.
- Science-Fiction
- Zen-Fiction

## L'Année de la science-fiction et du fantastique québécois (ASFFQ)
L'ASFFQ est une collection d'ouvrages qui recensent par année tous les textes de création relevant de la science-fiction, du fantastique ou de la fantasy. Elle concerne les textes publiés entre 1984 et 2000 originellement écrits en français par des auteurs canadiens. Depuis 1992, la collection est publiée par les éditions Alire sous la direction de Claude Janelle. Chaque numéro regroupe une recension critique des publications, un résumé détaillé des essais et articles des genres concernés, une présentation des revues et fanzines, un récapitulatif des faits marquants de l'année littéraire.

## Adaptations cinématographiques

### Sur le seuil(2003)
Sur le seuil de Patrick Senécal est le premier roman des éditions Alire à être adapté au cinéma. Réalisé par le québécois Éric Tessier, le film sort en salle le 3 octobre 2003 et se place rapidement en tête du box-office québécois. Il devient l'un des thrillers québécois les plus populaires de l'histoire. On retrouve à la distribution Michel Côté (Dr Paul Lacasse), Patrick Huard (Thomas Roy), Catherine Florent (Jeanne Marcoux) et Albert Millaire (Père Lemay). En 2004, Sur le seuil a reçu sept nominations à l'occasion du Fantastic'Arts - Festival du Film Fantastique de Géradmer.
|      | Nominations |
| ---- | --- |
| 2004 | - Fantastic'Arts - Grand Prix - Prix du Jury - Prix du Jury Jeunes de la Région Lorraine - Prix de la Critique Internationale - Prix Première - Prix 13e Rue |

### La Peau blanche(2004)
C'est en 2004 que Daniel Roby porte à l'écran le roman de Joël Champetier La Peau blanche. À sa sortie, le film ne connait qu'une réussite limitée. Au fil des ans, il gagne néanmoins en popularité auprès des amateurs de cinéma de genre. En 2005, le long-métrage est nommé dans six catégories du Fantastic'Arts - Festival du Film Fantastique de Géradmer.
|      | Nominations |
| ---- | --- |
| 2005 | - Fantastic'Arts - Grand Prix - Prix du Jury - Prix du Jury Jeunes de la Région Lorraine - Prix de la Critique Internationale - Prix Première - Prix 13e Rue |
| 2005 | Festival International de Toronto - Prix Claude-Jura aux Génies                                                                                              |

### 5150 rue des Ormes(2009)
Le 9 octobre 2009 sort au Québec 5150, rue des Ormes. Il s'agit d'une adaptation du thriller psychologique homonyme de Patrick Senécal réalisée par Éric Tessier. À l'occasion du Fantastic'Arts - Festival du Film Fantastique de Géradmer de 2010 le film reçoit le Prix du Public.
|      | Nominations | Prix                            |
| ---- | --- | ------------------------------- |
| 2010 | - Fantastic'Arts - Grand Prix - Prix du Jury - Prix du Jury Jeunes de la Région Lorraine - Prix de la Critique Internationale - Prix du Jury SyFy Universal | - Fantastic'Arts Prix du Public |

### Les Sept Jours du talion (2010)
Les Sept Jours du talion est un thriller québécois sorti le 5 février 2010, réalisé par Daniel Grou, alias PodZ. Il s'agit de l'adaptation du roman du même nom de Patrick Senécal paru en 2002. Du 5 au 7 février, le film occupe la troisième place en tête d'affiche du box-office québécois.

## Prix littéraires
Au cours des dernières décennies plusieurs prix ont vu le jour afin de célébrer les auteurs québécois et canadiens qui pratiquent les littératures de l'imaginaire. La liste qui suit recense les honneurs remportés par les auteurs publiés aux éditions Alire.
Prix Saint-Pacôme (meilleur polar québécois)
| 2012 | Maxime Houde (L'Infortune des bien nantis)     |
| 2012 | Richard Ste-Marie (L'Inaveu) Prix Coup de Cœur |
| 2007 | Patrick Senécal (Le Vide)                      |
| 2006 | Jacques Côté (La Rive noire)                   |
| 2004 | Jean-Jacques Pelletier (Le Bien des autres)    |

Prix Arthur-Ellis (meilleur livre policier canadien)
| 2011 | Jacques Côté (Dans le quartier des agités)                  |
| 2009 | Jacques Côté (Le Chemin des brumes)                         |
| 2003 | Rick Mofina (Le Sang des autres)                            |
| 2003 | Jacques Côté (Le Rouge idéal)                               |
| 2001 | Norbert Spehner (Le Roman policier en Amérique française)   |
| 1999 | Liz Brady (Un choc soudain) Catégorie premier roman         |
| 1993 | Sean Stewart (Le Jeu de la passion) Catégorie premier roman |
| 1986 | Eric Wright (Une mort en Angleterre)                        |
| 1983 | Eric Wright (La Nuit de toutes les chances)                 |

Prix Aurora (meilleur roman canadien de science-fiction et fantastique)
| 2007 | Élisabeth Vonarburg (Reine de Mémoire 4. La Princesse de Vengeance) |
| 2004 | Alain Bergeron (Phaos)                                              |
| 2000 | Francine Pelletier (Samiva de Frée)                                 |
| 1996 | Élisabeth Vonarburg (Les Voyageurs malgré eux)                      |
| 1995 | Joël Champetier (La Mémoire du lac)                                 |
| 1994 | Daniel Senine (Chronoreg)                                           |
| 1994 | Guy Bouchard (Les 42 210 univers de la SF) Catégorie essai          |
| 1993 | Élisabeth Vonarburg (Chroniques du Pays des Mères)                  |
| 1993 | Sean Stewart (Le Jeu de la passion)                                 |
| 1991 | Guy Gavriel Kay (Tigane)                                            |
| 1987 | Guy Gavriel Kay (Le Feu vagabond)                                   |

Prix Aurora/Boréal (regroupement des deux prix en 2011)
| 2014 | Sébastien Chartrand (L'Ensorceleuse de Pointe-Lévy) |
| 2012 | Éric Gauthier (Montréel)                            |
| 2012 | Claude Janelle (Le Daliaf)                          |
| 2011 | Héloïse Côté (La Tueuse de Dragons)                 |

Prix Boréal (meilleur roman de science-fiction et de fantastique québécois)
| 2009 | Éric Gauthier (Une fêlure au flanc du monde)                        |
| 2008 | Joël Champetier (Le Voleur des steppes)                             |
| 2007 | Claude Janelle (La Décennie charnière) Production critiques         |
| 2007 | Élisabeth Vonarburg (Reine de Mémoire 4. La Princesse de Vengeance) |
| 2006 | Élisabeth Vonarburg (Reine de Mémoire 1. La Maison d'Oubli)         |
| 2005 | Sylvie Bérard (Terre des Autres)                                    |
| 2004 | Alain Bergeron (Phaos)                                              |
| 2003 | Joël Champetier (Les Sources de la magie)                           |
| 2001 | Patrick Senécal (Aliss)                                             |
| 2000 | Yves Meynard (Le Livre des Chevaliers)                              |
| 1999 | Francine Pelletier (Samiva de Frée)                                 |
| 1998 | Hugues Morin (Stephen King - trente ans de terreur)                 |
| 1997 | Élisabeth Vonarburg (Les Rêves de la Mer)                           |
| 1993 | Élisabeth Vonarburg (Chroniques du Pays des Mères)                  |
| 1992 | Joël Champetier (La Taupe et le Dragon)                             |
| 1986 | Esther Rochon (Le Rêveur dans la citadelle / L'Archipel noir)       |
| 1982 | Élisabeth Vonarburg (Le Silence de la Cité)                         |

Prix Jacques-Brossard (meilleure production annuelle de science-fiction et de fantastique)
| 2012 | Éric Gauthier (Montréel)                                            |
| 2011 | Héloïse Côté (La Tueuse de Dragons)                                 |
| 2008 | Joël Champetier (Le Voleur des steppes)                             |
| 2006 | Élisabeth Vonarburg (Reine de Mémoire vol. 1 et 2)                  |
| 2005 | Sylvie Bérard (Terre des Autres)                                    |
| 2004 | Alain Bergeron (Phaos)                                              |
| 2000 | Esther Rochon (Or)                                                  |
| 1999 | Francine Pelletier (Samiva de Frée / Issabel de Qohosaten)          |
| 1997 | Élisabeth Vonarburg (Les Rêves de la Mer / Le Jeu de la Perfection) |
| 1995 | Joël Champetier (La Mémoire du lac)                                 |
| 1993 | Élisabeth Vonarburg (Chroniques du Pays des Mères)                  |
| 1986 | Esther Rochon (Le Rêveur dans la citadelle / L'Archipel noir)       |

Prix Abitibi-Consildated - Catégorie roman
| 2002 | Michel Jobin (La Trajectoire du pion)              |
| 1997 | Élisabeth Vonarburg (Tyranaël - 1 / 2 / 3)         |
| 1993 | Élisabeth Vonarburg (Chroniques du Pays des Mères) |

Prix du public - Salon du livre de la Côte-Nord
| 2010 | Patrick Senécal (Hell.com)     |
| 2004 | Patrick Senécal (Sur le seuil) |

Prix des lecteurs Radio-Canada (Prix du public en Ontario français)
| 2006 | Sylvie Bérard (Terre des Autres) |

Grand Prix du livre de la Montérégie
| 2008 | Patrick Senécal (Le Vide) |

Prix de la Ville de Québec - SILQ
| 2009 | Jacques Côté (Le Chemin des brumes) |

Grand Prix de la SF française
| 1982 | Élisabeth Vonarburg (Le Silence de la Cité) |

Prix Rosny Aîné
| 1982 | Élisabeth Vonarburg (Le Silence de la Cité) |

Prix Philip-K.-Dick
| 1993 | Élisabeth Vonarburg (Chroniques du Pays des Mères) |

Prix Masterton (meilleur roman de fantastique francophone)
| 2007 | Patrick Senécal (Sur le seuil) |

Sunburst Award
| 2011 | Guy Gavriel Kay (Sous le ciel) |

World Fantasy Award
| 2008 | Guy Gavriel Kay (Ysabel) |

Copper Cylinder Award
| 2014 | Guy Gavriel Kay (Le Fleuve des étoiles) |